# Ivar Fredrik Bredal
Ivar Fredrik Bredal (* 17. Juni 1800 in Kopenhagen; † 25. März 1864 ebenda) war ein dänischer Dirigent und Komponist.

## Leben
Der Schüler von Friedrich Kuhlau war von 1835 bis 1849 Konzertmeister der Königlichen Kapelle und ab 1843 außerdem Dirigent der Kopenhagener Musikgesellschaft. Ab 1863 war er Konzertmeister am Königlichen Theater.
Von seinen Kompositionen sind mehrere Singspiele und die Kantate Judas Ischarioth überliefert.